# Сверчок византийский
Сверчок византийский (лат. Pseudomogoplistes byzantius) — насекомое из семейства Mogoplistidae отряда прямокрылых.

## Описание
Длина тела не считая яйцеклада у самок — 9—12 мм. Тело однотонной окраски, серовато-жёлтого цвета, покрыто серыми с серебристым отблеском чешуйками. Крыльев нет. Переднеспинка поперечная. Её передний и задний край вогнутые. Передние голени лишены слуховых отверстий. Яйцеклад самки длиной 4,8—5 мм — длинный и тонкий, на вершине без зубчиков. От близкородственных видов отличается строением гениталий самца.

## Ареал
Восточное Средиземноморье (Греция, остров Тасос), южный Крым (Ялта и Кара-Даг).

## Особенности биологии
Биология вида не исследована. Личинки встречаются до середины августа, имаго — с середины августа по сентябрь. Как и прочие представители рода населяют преимущественно дикие каменистые пляжи на побережье морей. Живут в щелях между камнями, реже — под слоем мертвых водорослей.

## Охрана
Занесен в Красную книгу Украины. Редкий вид, встречаются лишь единичные экземпляры. Численность вида уменьшается из-за сокращения площадей природных мест обитания вида в результате хозяйственной деятельности человека.